# José Dalmán
José Dalmán es un municipio de Cuarta Clase de la provincia en Zamboanga del Norte, Filipinas. De acuerdo con el censo del 2000, tiene una población de 23,322 en 4,212 hogares. 

## Barangays
José Dalmán está subdividido políticamente en 18 barangays.
| - Balatakan - Bitoon - Dinasan - Ilihan - Labakid - Lipay - Litalip - Lopero - Lumaping | - Madalag - Manawan - Marupay - Población (Ponot) - Sigamok - Siparok - Tabon - Tamarok - Tamil |